# برانيسلاف ميهايلوفيتش
برانيسلاف ميهايلوفيتش (بالصربية: Бранислав Михајловић)‏ هو لاعب كرة قدم صربي في مركز الهجوم، ولد في 22 ديسمبر 1936 في فرانيي في صربيا، وتوفي في 11 أكتوبر 1991 في بلغراد في صربيا. شارك مع منتخب يوغوسلافيا تحت 20 سنة لكرة القدم ومنتخب يوغوسلافيا تحت 21 سنة لكرة القدم ومنتخب يوغوسلافيا لكرة القدم. أما مع النوادي، فقد لعب مع نادي أو إف كيه بيوغراد ونادي بارتيزان.